# Monument a Josep Tomàs Ventosa
El Monument a Josep Tomàs Ventosa és una obra de Vilanova i la Geltrú (Garraf) protegida com a Bé Cultural d'Interès Local.

## Descripció

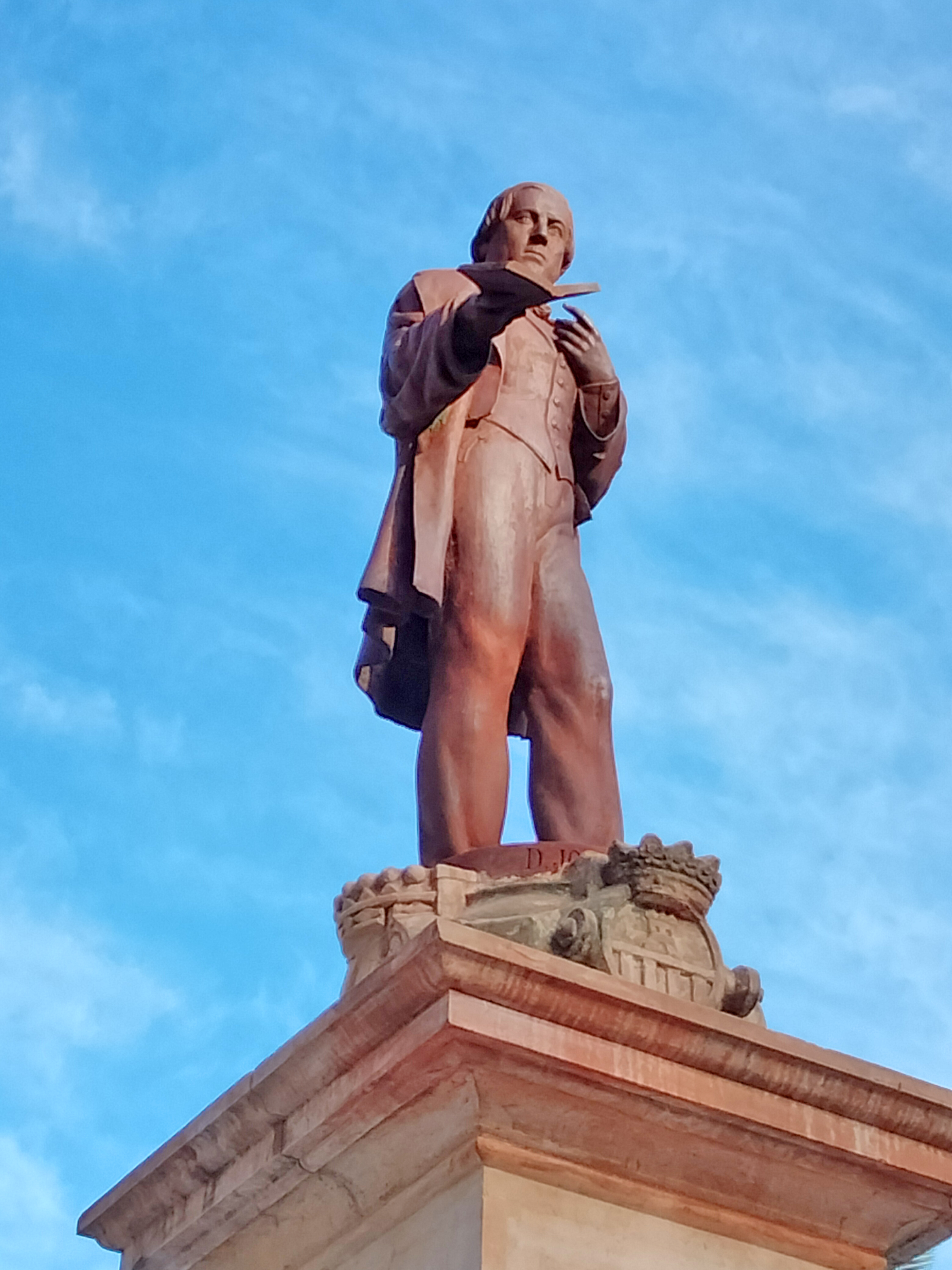
L'estàtua

Monument compost d'una base motllurada de planta quadrada que disminueix la secció i descansa sobre uns esglaons, un pedestal amb dues plaques sobreposades amb inscripcions i l'estàtua de Josep Tomàs Ventosa. Els esglaons consten d'una plataforma rectangular amb els costats menors formant un sector circular sobrealçat coronat per dues boles i dos esglaons de planta quadrada.
L'estàtua de Josep Tomàs Ventosa amb els escuts de Vilanova i Barcelona als peus, el de Vilanova davant i darrere i el de Barcelona als costats. La placa del davant porta la inscripció: "Este monumento erigido por subscripción se inauguró el dia 26 de febrero de 1883".